# Faget & Varnet
Pour les articles homonymes, voir Faget (homonymie).
Faget & Varnet (ou Faget-Varnet) fut une entreprise de carrosseries automobiles de renom fondée par Jean Faget et Henri Varnet, fabricants à Levallois-Perret.
Dès 1948, ils abandonnent la structure en bois pour leurs coachs et cabriolets Delahaye types 135 et 235.
En 1953, l'activité s'arrête.